# 兵頭龍樹
兵頭龍樹（ひょうどう りゅうき）は、日本の惑星科学者、惑星探査学者、実業家。

## 略歴・業績
パリ大学および神戸大学で博士課程を過ごし、宇宙科学研究所の国際トップヤングフェロー（准教授相当）を経て、パリ大学や東京科学大学でも研究・教育活動に従事している。NASA・ESA・JAXAの惑星探査計画に参画し、『Nature』や『Science』などの科学出版社にて多数の論文を発表。日本惑星科学会「最優秀研究者賞」を受賞し、太陽系形成論や惑星探査の分野で国際的な業績を持つ。
兵頭龍樹は、火星の衛星フォボスに『滅菌・放射線照射を受けた火星生命の遺伝子断片や化学的痕跡（SHIGAI, Sterilized and Harshly Irradiated Genes, and Ancient Imprints）』が存在する可能性を理論的に予想し、JAXAの火星衛星探査計画（MMX, Martian Moons eXploration）によるフォボスサンプルリターンが、NASAの火星探査と相補的に地球外生命探査を加速することを提案した。この理論は『Science』で発表され、日本の火星圏探査計画の国際的な意義を構築した。
また、宇宙ビジネスとAIビジネスの分野でも活動しており、S-Booster 2023で最優秀賞を受賞した。デジタルツイン事業を展開する「スペースデータ」の最高科学責任者（CSO）を務めるほか、AI・VRスタートアップ「Galaxies inc.」の経営・技術顧問も兼任している。プラネタリーディフェンスや小惑星資源探査、AI・シミュレーション技術の社会実装など、宇宙産業と先端技術の融合を推進している。